# Wang Beixing
Wang Beixing (en chino: 王北星; Harbin, 10 de marzo de 1985) es un deportista chino que compitió en patinaje de velocidad sobre hielo. 
Participó en tres Juegos Olímpicos de Invierno, obteniendo una medalla de bronce en Sochi 2014, en la prueba de 500 m, el séptimo lugar en Turín 2006 y el séptimo en Sochi 2014, en la misma prueba.
Ganó seis medallas en el Campeonato Mundial de Patinaje de Velocidad sobre Hielo en Distancia Individual entre los años 2005 y 2013, y una medalla de oro en el Campeonato Mundial de Patinaje de Velocidad sobre Hielo en Distancia Corta de 2009.

## Palmarés internacional
| Juegos Olímpicos                           | Juegos Olímpicos                | Juegos Olímpicos  | Juegos Olímpicos      |
| Año                                        | Lugar                           | Medalla           | Prueba                |
| ------------------------------------------ | ------------------------------- | ----------------- | --------------------- |
| 2010                                       | Vancouver (Canadá)              | Medalla de bronce | 500 m                 |
| Campeonato Mundial en Distancia Individual |                                 |                   |                       |
| Año                                        | Lugar                           | Medalla           | Prueba                |
| 2005                                       | Inzell (Alemania)               | Medalla de plata  | 500 m                 |
| 2007                                       | Salt Lake City (Estados Unidos) | Medalla de plata  | 500 m                 |
| 2008                                       | Nagano (Japón)                  | Medalla de plata  | 500 m                 |
| 2009                                       | Richmond (Canadá)               | Medalla de plata  | 500 m                 |
| 2011                                       | Inzell (Alemania)               | Medalla de bronce | 500 m                 |
| 2013                                       | Sochi (Rusia)                   | Medalla de plata  | 500 m                 |
| Campeonato Mundial en Distancia Corta      |                                 |                   |                       |
| Año                                        | Lugar                           | Medalla           | Prueba                |
| 2009                                       | Moscú (Rusia)                   | Medalla de oro    | Clasificación general |